# Distretto di Samuel Pastor
Il distretto di Samuel Pastor è uno dei tredici distretti della provincia di Camaná, in Perù. Si trova nella regione di Arequipa e si estende su una superficie di 113,4 chilometri quadrati.

Istituito il 3 novembre 1944, ha per capitale la città di La Pampa; al censimento del 2005 contava 13.264 abitanti.